# Tomteskolan
Tomteskolan är en finlandssvensk julkalender i Yle från 1992, regisserad av Esa Saari och Elisabeth Morney efter manus av Hasse Lundqvist, Elisabeth Morney och Monica Vikström-Jokela.

## Handling
Serien handlar om tre tomtenissar som av olika anledningar är opassande till att bli riktiga jultomtar och deras försök till att bli jultomtar.

## Rollista
- Ivar Rosenblad − magister Fabian
- Frank Skog − Tuffe
- Nina Hukkinen − Snille
- Mitja Siren − Lars
- Karl-Erik Juslin − julgubben
- Jolanda Sjöblom − trollet
- Max Jansson − haren
- Per-Uno Björklund − kaninen